# Bremm
Bremm là một xã thuộc huyện Cochem-Zell, bang Rheinland-Pfalz, Đức. Xã này có diện tích 9,12 ki-lô-mét vuông. Bremm nằm bên sông Mosel.